# Olive ascolane
Le olive all'ascolana sono un piatto tipico marchigiano, originario della città di Ascoli Piceno, oggi diffuse in tutto il territorio italiano, come anche al di fuori dei confini nazionali. Vengono generalmente servite assieme ad altri prodotti fritti come antipasto, anche se tradizionalmente vengono considerate un secondo piatto, essendo una delle componenti principali della locale frittura mista.

## Storia
Devono il loro nome alla città di Ascoli Piceno. Sono composte da olive verdi in salamoia, farcite all'interno da un composto tenero a base di carne.
Rappresentano una specialità gastronomica del territorio ascolano e sono uno dei piatti più rappresentativi del Piceno. Si accompagnano spesso ad altre fritture come i rustici, la carne, la verdura (il fritto misto all'ascolana prevede carciofi, zucchine e cotolette d'agnello) e la crema fritta.
L'ascolano Benedetto Marini, a seguito delle sue ricerche, data la nascita della ricetta delle olive all'ascolana ripiene e fritte nell'anno 1800. Al tempo, i cuochi che prestavano servizio presso le famiglie della locale nobiltà, accordandosi tra loro, inventarono il ripieno delle olive per consumare le notevoli quantità e varietà di carni che avevano a disposizione, dovute alla maggiorazione delle regalie che gravavano sui contadini verso i loro padroni.
Vengono spesso preparate in occasione di festività e ricorrenze. In città e nei dintorni le olive ripiene si possono acquistare nei locali negozi di pasta all'uovo e gastronomie.

### Oliva tenera ascolana
Le olive verdi utilizzate per la preparazione delle olive all'ascolana appartengono alla varietà "Ascolana Tenera" del genere Olea europaea sativa, conosciuta anche in epoca romana, detta anche Liva da Concia, Liva Ascolana o Liva di San Francesco.
Le olive, dopo essere state raccolte dalla pianta prima che abbiano raggiunto lo stato di piena maturazione, vengono immerse in un bagno di soluzione di idrato sodico (NaOH) che ne estrae il sapore amaro. Trascorso il tempo necessario, sono sottoposte ad alcuni lavaggi con sola acqua e successivamente messe in salamoia, soluzione di conservazione cui si aggiungono anche piccole quantità di finocchietto selvatico.
I latini le chiamavano colymbades, derivandone il nome dal verbo greco κολυμβάω (colymbáo, "nuotare") proprio in riferimento al metodo di conservazione, o anche Ulivae Picenae. Della loro qualità scrissero Catone il Censore, Varrone, Marziale, Petronio Arbitro che racconta, nel Satyricon, di come fossero sempre presenti sulla tavola di Trimalcione. Risulta che furono i monaci della Congregazione olivetana presenti nel Piceno i primi ad effettuare la concia delle olive in maniera organizzata, a testimonianza di una ormai diffusa attività locale basata sulla preparazione delle olive da tavola. Sisto V le menziona in una lettera di ringraziamento indirizzata agli Anziani di Ascoli. Le prime notizie riguardo alla farcitura dell'oliva tenera ascolana risalgono invece al 1600; all'epoca erano denocciolate e riempite con un misto di erbe (cosiddette "olive giudee"). 
Grandi estimatori della specialità furono anche Gioachino Rossini e Giacomo Puccini. Giuseppe Garibaldi ebbe modo di assaggiarle, sia in salamoia e sia ripiene, il 25 gennaio 1849, durante il suo breve soggiorno ascolano. Il generale ne rimase colpito e tentò di coltivare a Caprera le piantine avute dal suo fedele amico Candido Augusto Vecchi, ma non riuscì nel suo intento.
La produzione delle olive ascolane in salamoia rimase una preparazione familiare o artigianale fino alla seconda metà dell'Ottocento. Intorno al 1875, Mariano Mazzocchi, ingegnere ascolano, avviò un'attività di tipo industriale per la produzione e commercializzazione del prodotto.

## Ricetta
Dopo aver snocciolato le olive, eseguendo un taglio della polpa a spirale, la cavità lasciata dal nocciolo viene riempita dalla carne macinata, precedentemente cotta e sfumata con vino bianco e odori, cui si aggiungono noce moscata, rossi d'uovo e parmigiano reggiano grattugiato; sono inoltre ammessi piccole quantità di buccia di limone grattugiata e chiodi di garofano. Sono utilizzate carni di maiale e di manzo, ma si possono aggiungere anche piccole quantità di pollo o tacchino.
Le olive, dopo essere state riempite e ricomposte nella loro forma, vanno passate prima nella farina, poi nell'uovo battuto e infine nel pangrattato per una sola volta. Una volta pronte, vanno fritte in abbondante olio extra vergine d'oliva o in olio di semi di arachide bollente e servite calde con qualche spicchio di limone.

### Il marchio DOP
Le olive in salamoia e quelle ripiene prodotte nel Piceno a partire dalla varietà colturale d'olivo Ascolana Tenera, nel 2005 sono state riconosciute con la DOP come olive ascolane del Piceno. Il prodotto è tutelato da un apposito consorzio istituito nel 2018.

## Manifestazioni

### Ascoliva Festival
L'evento di tipo gastronomico-culturale intende valorizzare principalmente la tipica oliva ripiena ascolana, ma anche altre specialità enogastronomiche di tutto il territorio piceno. È strutturato principalmente in una Oliva palas, composta da stand di produttori artigianali che aderiscono. Sono possibili assaggi dell’oliva ascolana e di altri prodotti della manifestazione. Si svolge ogni anno dal 2013 nel mese di agosto ad Ascoli Piceno nella centrale piazza Arringo.